# Alana
Alana ist ein weiblicher Vorname.

## Bedeutung und Varianten
Der Name wurde beeinflusst vom anglo-irischen Wort alannah und vom irisch-gälischen a leanbh, was O Kind bedeutet.
Es existieren die Varianten Alanah, Alanna und Alannah sowie darüber hinaus Alaina, Alayna, Allyn, Alanis, Alannis, Allana, Allannah.

## Bekannte Namensträgerinnen

### Alana
- Alana Beard (* 1982), US-amerikanische Basketballspielerin
- Alana Blahoski (* 1974), US-amerikanische Eishockeyspielerin und -trainerin
- Alana Blanchard (* 1990), US-amerikanische Surferin, Model und Unternehmerin
- Alana Bock (* 1969), deutsche Schauspielerin
- Alana Boyd (* 1984), australische Stabhochspringerin
- Alana Evans (* 1976), US-amerikanische Pornodarstellerin
- Alana Falk (* 1980), deutsche Romanautorin
- Alana Haim (* 1991), US-amerikanische Musikerin und Schauspielerin
- Alana de la Garza (* 1976), US-amerikanische Schauspielerin
- Alana Miller (* 1980), kanadische Squashspielerin
- Alana Möhlmann (* 1984), deutsche Zauberkünstlerin, siehe Alana (Zauberkünstlerin)
- Alana Parnaby (* 1994), australische Tennisspielerin
- Alana Smith (* 1999), US-amerikanische Tennisspielerin

### Alanna
- Alanna Kennedy (* 1995), australische Fußballspielerin
- Alanna Kraus (* 1977), kanadische Shorttrackerin
- Alanna Masterson (* 1988), US-amerikanische Schauspielerin
- Alanna Nash (* 1950), US-amerikanische Journalistin und Sachbuchautorin
- Alanna Ubach (* 1975), US-amerikanische Schauspielerin und Synchronsprecherin

### Alannah
- Alannah Myles (* 1958), kanadische Sängerin und Schauspielerin
- Alannah Stephenson (* 1996), nordirische Badmintonspielerin